# TMC (canal de televisió)
Télé Monte Carlo o TMC Monte Carlo (les sigles són TMC) és el canal de televisió generalista i d'entreteniment del Principat de Mònaco, també disponible a la televisió digital terrestre de França i diverses regions de la Romandia.

## Història
La història de TMC Monte Carlo es remunta al 1954, quan el Príncep Rainier III va inaugurar la cadena de televisió. La seva primera retransmissió va correspondre a un esdeveniment important pel país, el casament entre el Príncep Rainier III amb Grace Kelly.
Com a resultat d'un acord entre Rainier III i el president francès François Mitterrand, TMC va poder ampliar la seva cobertura fins al nord de Montpeller, triplicant els seus espectadors potencials a 3 milions de persones. El 1987 TMC va aconseguir que alguns trams de la seva programació fossin transmesos per la cadena M6 i va aconseguir una cobertura per a tot el país amb canal propi quan es va adherir a la plataforma satelital CanalSat, quedant disponible per a tots els habitants de França i les colònies franceses de l'oceà Índic.
L'any 2005 el canal va obtenir una concessió en el sistema francès de televisió digital terrestre. TMC té una propietat conjunta entre TF1 Group (40%), AB Group (40%) i el Govern de Mònaco (20%).
Fins al 1995 TMC va ser membre de la Unió Europea de Radiodifusió, com a part de Ràdio Montecarlo (RMC). Actualment, els membres són en mans del Grup de Radiodifusores Monegasc (GRMC), una organització formada entre Monte-Carlo Radiodiffusion (RMC), Radio Monte Carlo (RMC) i Télé Monte-Carlo (TMC).

## Programació
Télé Monte Carlo ofereix una gran varietat de programes i una variada programació pròpia, la qual inclou informatius, programes de cuina, i talkshows entre altres espais. Entre ells destaquen:
- SUD: Programa dedicat a l'activitat cultural de Mònaco i el sud de França, s'emet cada diumenge.

- Monacoscope: Informatiu amb les últimes notícies d'actualitat, política, esports i tot el relatiu a la monarquia monegasca.

- Notre région: Un magazine de notícies enfocat en temes polítics, culturals i econòmics de la regió francesa de Provença-Alps-Costa Blava.

Télé Monte Carlo és també el responsable de la participació de Mònaco al Festival d'Eurovisió.